# ساخت‌گرایی افراطی
ساخت گرایی افراطی (به انگلیسی Radical constructivism) رویکردی به معرفت‌شناسی است که دانش را در قالب تجربه داننده جای می‌دهد. اینطور به نظر می‌رسد که ساخت‌گرایی افراطی از مفهوم‌سازی دانش به عنوان تطابق بین درک یک داننده از تجربه خود و جهان فراتر از آن تجربه فاصله می‌گیرد. ساخت‌گرایان افراطی نسبت به تطابق موضعی شک‌گرایانه اتخاذ می‌کنند، از این نظر که اصولاً از نظر آن‌ها تأیید تطابق غیرممکن است، زیرا نمی‌توان به جهان فراتر از تجربهٔ خود دسترسی پیدا کرد تا رابطه تطابق را آزمایش کرد، ساخت‌گرایان رادیکال به دنبال تعریف مجدد معرفت‌شناسی بر حسب امکان‌پذیری دانش در تجربهٔ داننده هستند. این گسست از چارچوب سنتی معرفت‌شناسی، آن را از اشکال «اولیه» ساخت‌گرایی متمایز می‌کند که بر نقش داننده در ساخت دانش تأکید می‌کنند و در عین حال دیدگاه سنتی دانش را از نظر مطابقت حفظ می‌کنند. ساخت گرایی رادیکال به عنوان یک موضع «پسا معرفت شناختی» توصیف شده‌است.
ساخت‌گرایی افراطی در ابتدا توسط ارنست فون گلاسرزفلد، که از کارهای ژان پیاژه، جیامباتیستا ویکو و جورج برکلی و سایرین استفاده کرد، تنظیم شد. ساخت‌گرایی افراطی ارتباط نزدیکی با سایبرنتیک مرتبه دوم دارد و به ویژه کارهای هاینز فون فورستر، هامبرتو ماچورانا و فرانسیسکو وارلا. در طول دهه ۱۹۸۰، زیگفرید جی. اشمیت نقش پیشرو در ایجاد ساخت‌گرایی افراطی به عنوان یک پارادایم در جهان دانشگاهی آلمانی زبان داشت.
ساخت‌گرایی افراطی در تحقیقات آموزش و فلسفه علم تأثیرگذار بوده‌است.